# L'Immaculée Conception (Tiepolo)
Pour les articles homonymes, voir Immaculée conception (homonymie).
L'Immaculée Conception est un tableau du peintre rococo vénitien Giovanni Battista Tiepolo (1696-1770), commandée  en mars 1767 par le roi Charles III d'Espagne, comme retable pour la chapelle du couvent Saint-Pascal d'Aranjuez, alors en construction. Le tableau représente la Bienheureuse Vierge Marie entourée d'anges et couronnée d'étoiles, écrasant le serpent symbolisant le mal. Les lys et les roses se réfèrent à l'hortus conclusus qui symbolise la virginité et la pureté d'âme de Marie, conçue sans le péché originel, ce qui fait d'elle l'Immaculée Conception.
Cette œuvre magistrale se trouve aujourd'hui au musée du Prado de Madrid,,.

## Version de 1734 pour Vicence
Tiepolo a peint en 1734 une version de l'Immaculée Conception pour l'église franciscaine Santa Maria in Araceli de Vicence. La Vierge est peinte sous les traits d'une jeune fille à la manière de Guido Reni et Murillo. Ce tableau se trouve aujourd'hui au Museo civico de Vicence installé au Palazzo Chiericati,. On peut en voir l'esquisse à Amiens, au musée de Picardie. 

## Version de 1757,pour le Couvent de Santa Chiara àCividale
Un modèle pour un retable du Couvent de Santa Chiara à Cividale réalisé vers 1757, Joachim et Anna recevant la Vierge Marie de Dieu le Père, est aujourd'hui conservé au Rijksmuseum d'Amsterdam.
Le retable lui-même est conservé à la Gemäldegalerie de Dresde sous le nom de La Vision de sainte Anne.

## Esquisse pour la version espagnole
Cette version espagnole de Tiepolo montre, quant à elle, la Sainte Vierge de manière plus majestueuse et solennelle, en phase avec la spiritualité austère des franciscains alcantarains. La colombe du Saint Esprit se trouve au-dessus de la couronne d'étoiles. La Vierge est représentée comme il est écrit dans l'Apocalypse de Jean (ch. 12, versets 1-17:), debout sur un croissant de lune au-dessus du globe terrestre. Le serpent qu'elle écrase croque une pomme, rappelant la chute d'Adam et Ève. Elle est donc figurée comme co-rédemptrice.
Tiepolo  a réalisé cinq esquisses pour les autels de l'église conventuelle. Elles se trouvent maintenant au Courtauld Institute of Art de Londres. Le modello  de l'Immaculée Conception diffère légèrement de la version finale. En effet, la figure de Marie prend plus de place dans le tableau final et l'ange - sous les traits d'une jeune homme athlétique - qui la soutient à gauche a disparu. Il se  pourrait qu'il s'agisse de saint Michel Archange qui préfigure le rôle de la Vierge dans l'économie du salut du monde.
Cet ange est également présent dans une autre version à l'huile qui se trouve désormais à la National Gallery of Ireland ; cette œuvre est considérée comme une représentation fort complexe de ce sujet de l'Immaculée Conception traité à maintes reprises par Tiepolo. En effet l'Immaculée Conception est y en présence directe de la Trinité,.

Versions de l'Immaculée Conception par Tiepolo
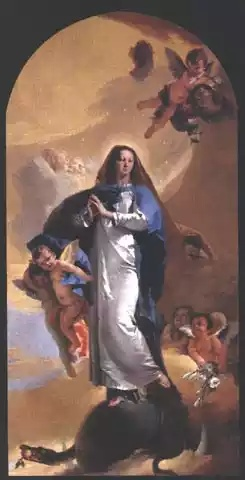
1733-1734, Museo Civico Palazzo Chiericati, Vicence
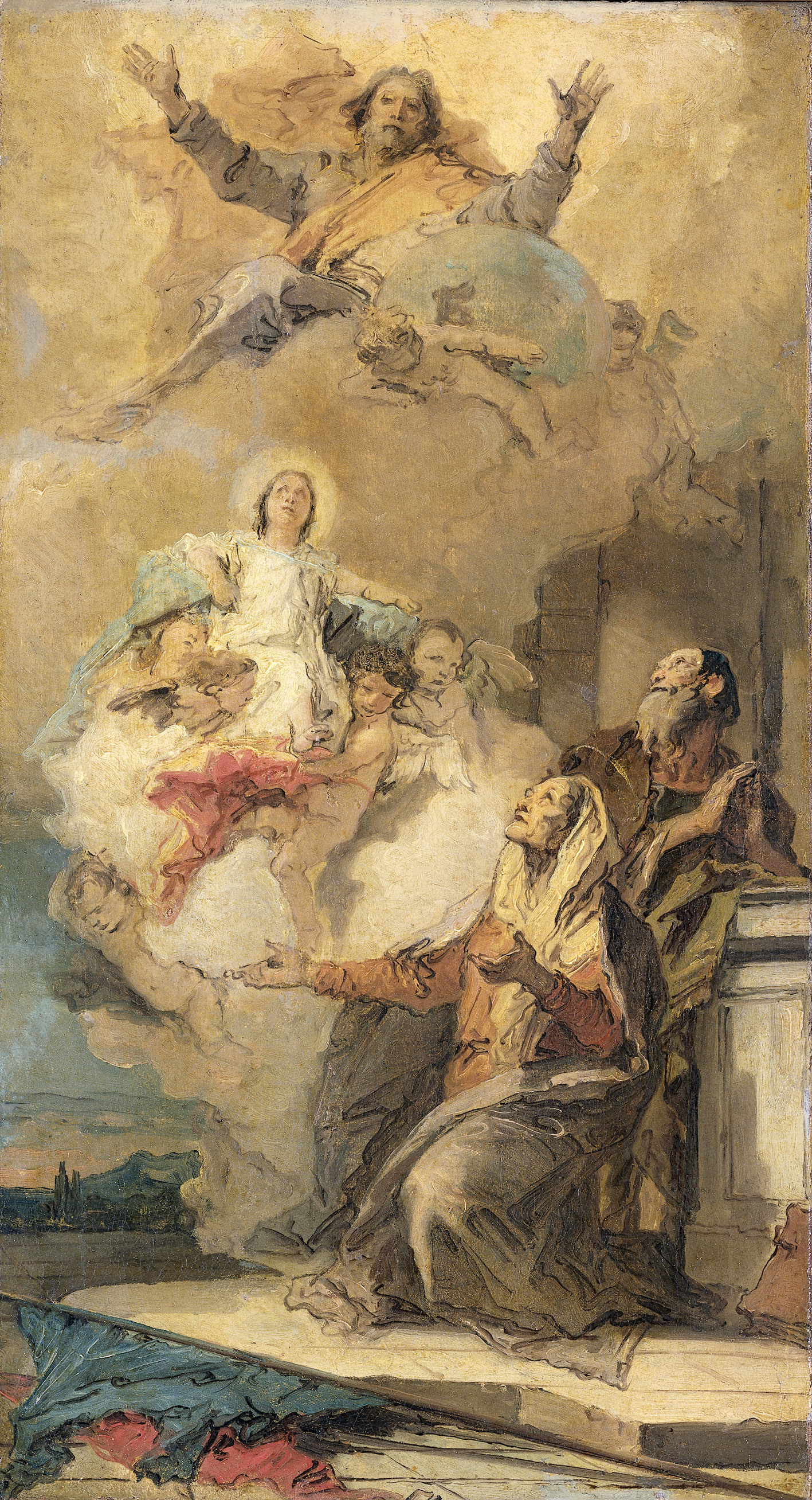
Joachim et Anna recevant la Vierge Marie de Dieu le Père Modèle du retable de S. Chiara, vers 1757
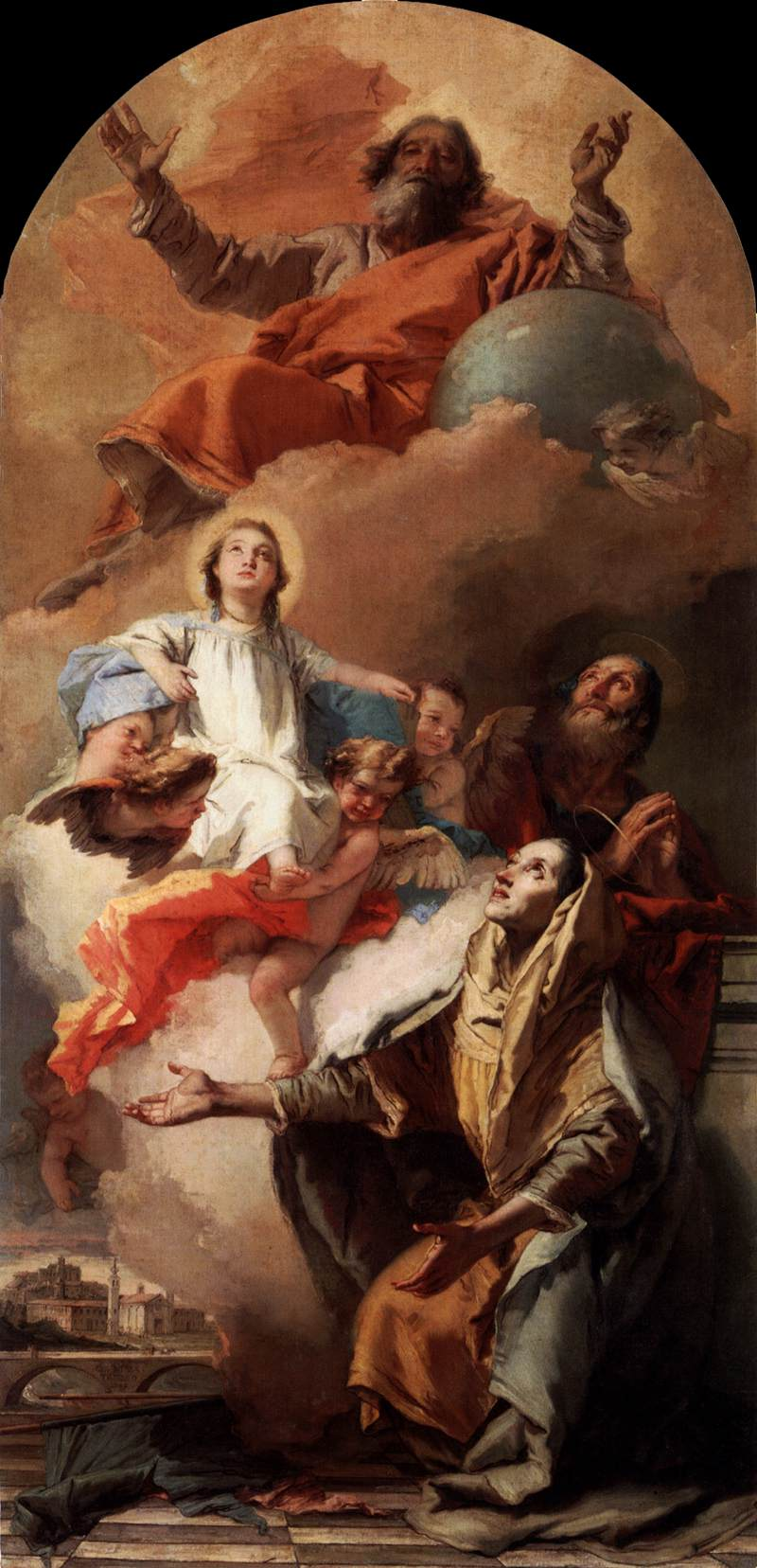
La Vision de sainte Anne, 1759 Gemäldegalerie, Dresde
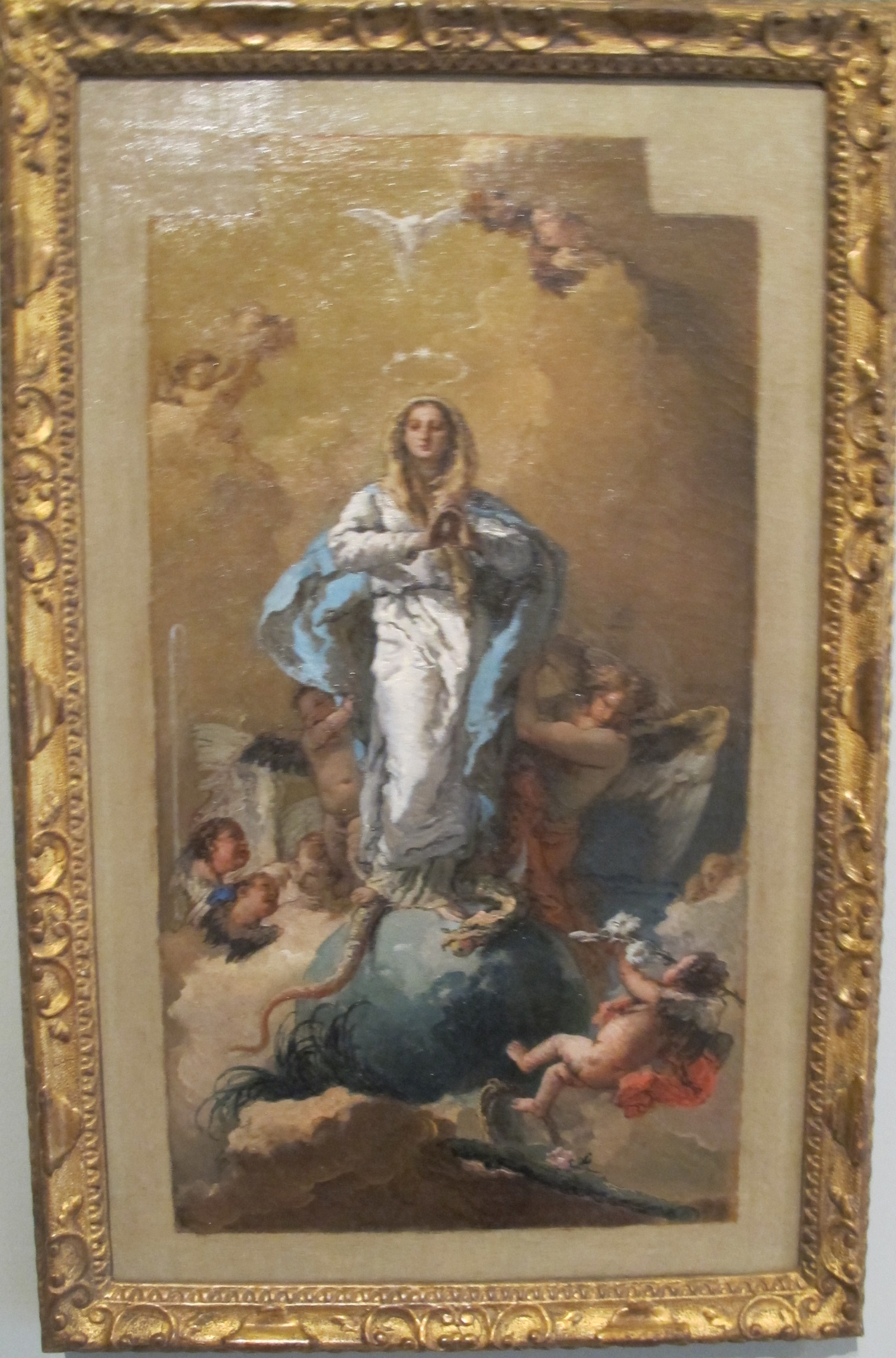
Esquisse à l'huile de l'Institut Courtauld, vers 1767
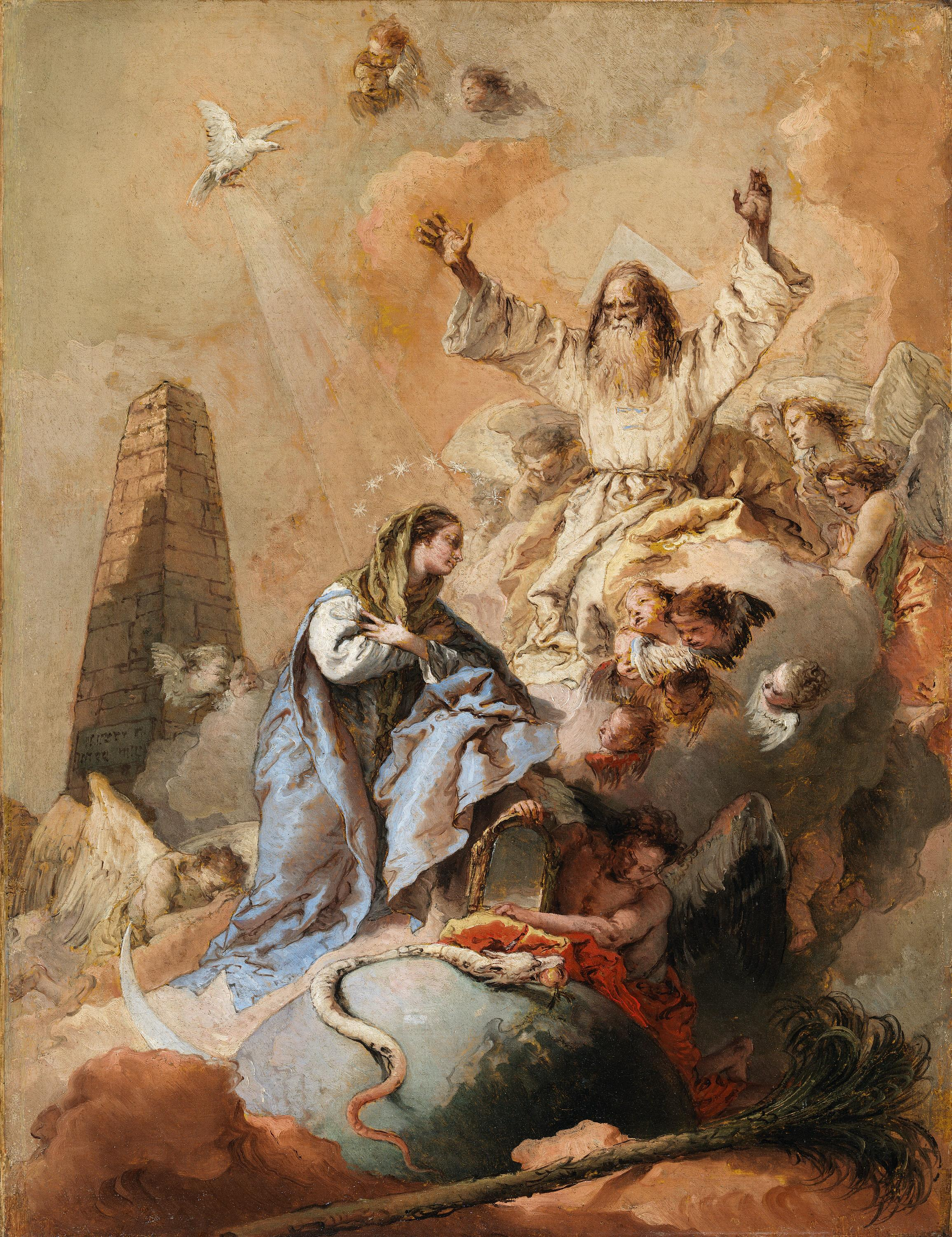
Version de la National Gallery of Ireland (1769)

## Provenance
- Église Saint-Pascal-Baylon, Aranjuez (1770–75)
- Chapelle conventuelle du couvent S. Pascual Baylon, Aranjuez (1775–1827)
- Musée du Prado, Madrid (depuis 1827)[4]